# Bitwa pod Baydhabo (2006)
Bitwa pod Baydhabo – starcie, które miało miejsce 20 grudnia 2006 roku, pomiędzy oddziałami etiopskimi oraz rządu tymczasowego Somalii, a wojskami Unii Trybunałów Islamskich, wspartymi około 500 ochotnikami z Erytrei.
Bitwa rozpoczęła się w pobliżu Baydhabo, w dwie godziny po upływie ultimatum jakie islamiści wystawili rządowi i wspierającej go Etiopii. W pierwszej fazie bitwy wojska rządowe, zostały zaskoczone atakami z co najmniej trzech kierunków, tak nagła ofensywa spowodowała, że wojska rządowe znalazły się na skraju załamania.
Dopiero przybycie silnego zgrupowania wojsk Etiopii szybko zmieniło bitwę na niekorzyść UTI. W wyniku silnych serii kontrataków, siły Etiopii/TRF odniosły zdecydowane zwycięstwo. Etiopskie ataki artyleryjskie i oraz naloty powietrzne okazały się druzgocące wobec wojsk UTI, opartych na słabo wyszkolonej piechocie.
Walki wybuchły w momencie, gdy do Baydhabo przybył komisarz UE ds. rozwoju Louis Michel. Miał on mediować pomiędzy obiema stronami.
Wiceminister obrony Rządu Tymczasowego Salad Ali Jelle oświadczył: „Walczymy na dwóch kierunkach. To jest teraz otwarta wojna i nasze siły otrzymały rozkaz ataku na wszystkich frontach”.

## Kalendarium

### 20 grudnia
Dnia 20 grudnia, wybuchły ciężkie walki pomiędzy islamistami a wojskami rządowymi w byłej rządowej bazie wojskowej w Daynuunay, leżącej około 25 km na południowy wschód od Baydhabo.
Walki wybuchły na wielu odcinkach, w miejscowościach: Iidale (55 km na południe od Baydhabo), Buulo Jadid (23 km na północ od Baydhabo) i Manaas (30 km na południowy zachód od Baydhabo).
Starcia przeniosły się w późniejszym czasie na północ do „twierdzy” islamistów w Moode Moode.
W walkach została użyta artyleria, rakiety oraz moździerze (po stronie Etiopskiej). Wstępna liczba ofiar w pierwszych starciach wyniosła 71 islamskich żołnierzy zabitych, a 221 rannych, w tym dwóch zagranicznych bojowników. Wojska TRF straciły 3 żołnierzy, a 7 zostało rannych. Jednak UTI stwierdziła, że zostało zabitych co najmniej 7 żołnierzy rządowych.
W sprawozdaniu agencji AFP wspomniano, że atak przeprowadzony na Iidale był kierowany przez Abu Taha al-Sudanie, który jest podejrzewany o organizacje zamachów na ambasady USA w Afryce w 1998 roku oraz izraelski hotel w Kenii w 2002 roku.
W wyniku ostrzału artyleryjskiego w Iidale śmierć poniosło 12 islamistów, a przejętych zostało 30 „uzbrojonych pojazdów” (prawdopodobnie typu technical). Tego dnia pojawiły się także sprzeczne informacje o upadku Daynuunay.
W Dadaab, zastępca Wysokiego Komisarza ONZ ds. Uchodźców, Wendy Chamberlin, stwierdziła, że w obozach przebywa 34 000 uchodźców, ale liczba ta ma wzrosnąć do 80 000 w wyniku walk i katastrofalnej powodzi. Jednocześnie personel Światowego Programu Żywnościowego (WFP) próbuje dostarczyć żywność, ale powódź oraz błoto utrudniają transport.

### 21 grudnia
W dniu 21 grudnia, prezydent Puntlandu Mohamud Muse Hersi stwierdził, że w ciężkich walkach wokół Baydhabo, UTI poniosło straty w wysokości 75 zabitych oraz 125 rannych, wraz z utratą 30 pojazdów które zostały zniszczone lub zajęte.
Również tego dnia dochodziło do walk w Iidale i Daynuunay, rozpoczętych uprzedniego dnia rano i kontynuowanych przez cały następny dzień. Starcia przybrały charakter walk pozycyjnych, a obie strony rozpoczęły wznoszenie umocnień. Raport na temat strat nie jest znany. Tymczasowy Rząd Federalny oświadczył, że jest nadal w posiadaniu Iidale oraz że wśród zabitych jest wielu bojowników z krajów muzułmańskich, w tym z Erytrei. Schwytano także dziesiątki studentów islamu, którzy stanęli do walki.

### 22 grudnia
Tego dnia Tymczasowy Rząd Federalny zaprzeczył pogłoskom o szybkim upadku Baydhabo, jednocześnie ogłosił zajęcie osady Safar Noles oraz zbliżenie się do miasta Dinsoor, straty zadane UTI wyniosły 700 zabitych bojowników. UTI stwierdziła, że zabitych w walkach zostało ponad 200 żołnierzy rządowych.
Zostało także zaobserwowane 20 etiopskich czołgów w pobliżu linii frontu. Według źródeł rządowych Etiopia posiada 20 czołgów T-55 oraz cztery śmigłowce bojowe w Baydhabo. Czołgi zostały podzielone na dwie grupy i skierowane do walki w miastach Daynuunay i Iidale.
Na północy, w Mudug, 500 żołnierzy Etiopii wraz z ośmioma czołgami oraz 30 ciężarówkami uzbrojonymi w działka przeciwlotnicze, ruszyło do ataku w kierunku Bandiradley, będącej twierdzą islamistów w centralnej Somalii. Rada Trybunałów Islamskich postanowiła wysłać żołnierzy w celu powstrzymania ataku dopiero następnego dnia.
Rzecznik prasowy TRF oświadczył, że 500 żołnierzy wraz z artylerią, osiągnęło przedpole miasta Burhakaba. Wojska etiopskie zniszczyły siły UTI w Dinsoor, zabijając wszystkich dowódców, a pozostałych żołnierzy zmusiły do podania się (pięciu zagranicznych bojowników popełniło samobójstwo).
Lider Rady Trybunałów Islamskich ogłosił, że Somalia jest w „stanie wojny” z Tymczasowym Rządem Federalnym oraz Etiopią.
Nieznana jest liczba ofiar cywilnych, rannych zostało 200 osób.

### 23 grudnia
Walki są kontynuowane wokół Baydhabo, w szczególności w Iidale i Dinsoor; około 60 i 120 kilometrów na południe od Baydhabo. Iidale zostało przez pewien czas przejęte przez islamistów.
Minister Informacji w rządzie tymczasowym, Ali Jama, stwierdził, że łącznie, od środy, na dwóch frontach zabitych zostało ponad 500 islamistów. Większość z zabitych stanowiły dzieci wysyłane przez UTI do walki na wschód i na południe od Baydhabo.
Międzynarodowy Komitet Czerwonego Krzyża wyraził swoje zaniepokojenie w sprawie toczących się walk, jednocześnie dodając że 200 rannych żołnierzy należących do obu stron trafiło do szpitali.

### 24 grudnia
Dowódca sił w Burhakaba, Abdulahi Gedow, potwierdził, że wojska UTI zajęły osadę Gasarta, leżącą 12 kilometrów na południe od Baydhabo. Jednocześnie pięć etiopskich czołgów zostało zniszczonych w walkach.
Tego dnia, w Kismayo, około 1000 mężczyzn wyruszyło w kierunku Baydhabo, aby wspomóc wojska UTI. Miasto Iidale zostaje ponownie zajęte przez siły rządowe, w walkach zginęło po obu stronach ponad 100 osób.
Etiopskie ataki powietrze zostają przeprowadzone w całej Somalii, w tym w Dinsoor i Burhaka. Wojska TRF zbliżyły się na odległość trzech kilometrów od Bur-Hakaba, przygotowując się do ponownego zdobycia miasta.

### 25 grudnia
Etiopia przeprowadziła ataki powietrzne na lotniska mieszczące się w Mogadiszu i Bali-Dogle. To ostatnie lotnisko leży 115 km na północny zachód od Mogadiszu, w dzielnicy Wanlaweyne, w połowie drogi między stolica a linią frontu w Burhakaba. Co najmniej jedna osoba zginęła, kilkadziesiąt zostało rannych.
Etiopskie siły odbiły z rąk islamistów miasta Beledweyne i Buuloburde, zostały także zaobserwowane czołgi zmierzające w kierunku miasta Jowhar. Wojskom Etiopii towarzyszył lokalny Somalijski ”pan wojny” Mohamed Omar Habeb mający za zadanie wspomóc przejęcie kontroli nad Jowhar.

### 26 grudnia
Tego dnia Unia Trybunałów Islamskich masowo opuściła swoje stanowiska w Burhakaba i Dinsoor po wielu dniach zażartych walk, porzucając po drodze uzbrojenie oraz inny sprzęt wojskowy.
Według świadków bojownicy UTI rozpoczęli generalny odwrót w kierunku Mogadiszu, pozostała część żołnierzy wycofała się do Daynuunay.
Wojska Etiopskie wkroczyły do opuszczonego przez islamistów miasta Burhakaba. Rzecznik prasowy rządu Etiopii, potwierdził, że siły Etiopii wkroczyły również do miasta Dinsoor bez jakiegokolwiek oporu.
Według mieszkańców żołnierze rozpoczęli masową kradzież środków żywności, jak i lekarstw, utrudniając wszelka pomoc humanitarną. Ataki powietrzne zostały przeprowadzone w Leego, zabijając trzy osoby.
Premier Etiopii Meles Zenawi, zapowiedział, że wojska zostaną wycofane prawdopodobnie w ciągu kilku tygodni. Zapewnił, że głównym celem było zniszczenie siły militarnej UTI, przywrócenie stabilności w regionie oraz zapewnienie bardziej stabilnego podłoża do rozmów pokojowych.